# Colias dubia
Colias dubia är en fjärilsart som beskrevs av Henry John Elwes 1907. Colias dubia ingår i släktet Colias och familjen vitfjärilar. Inga underarter finns listade i Catalogue of Life.

## Bildgalleri

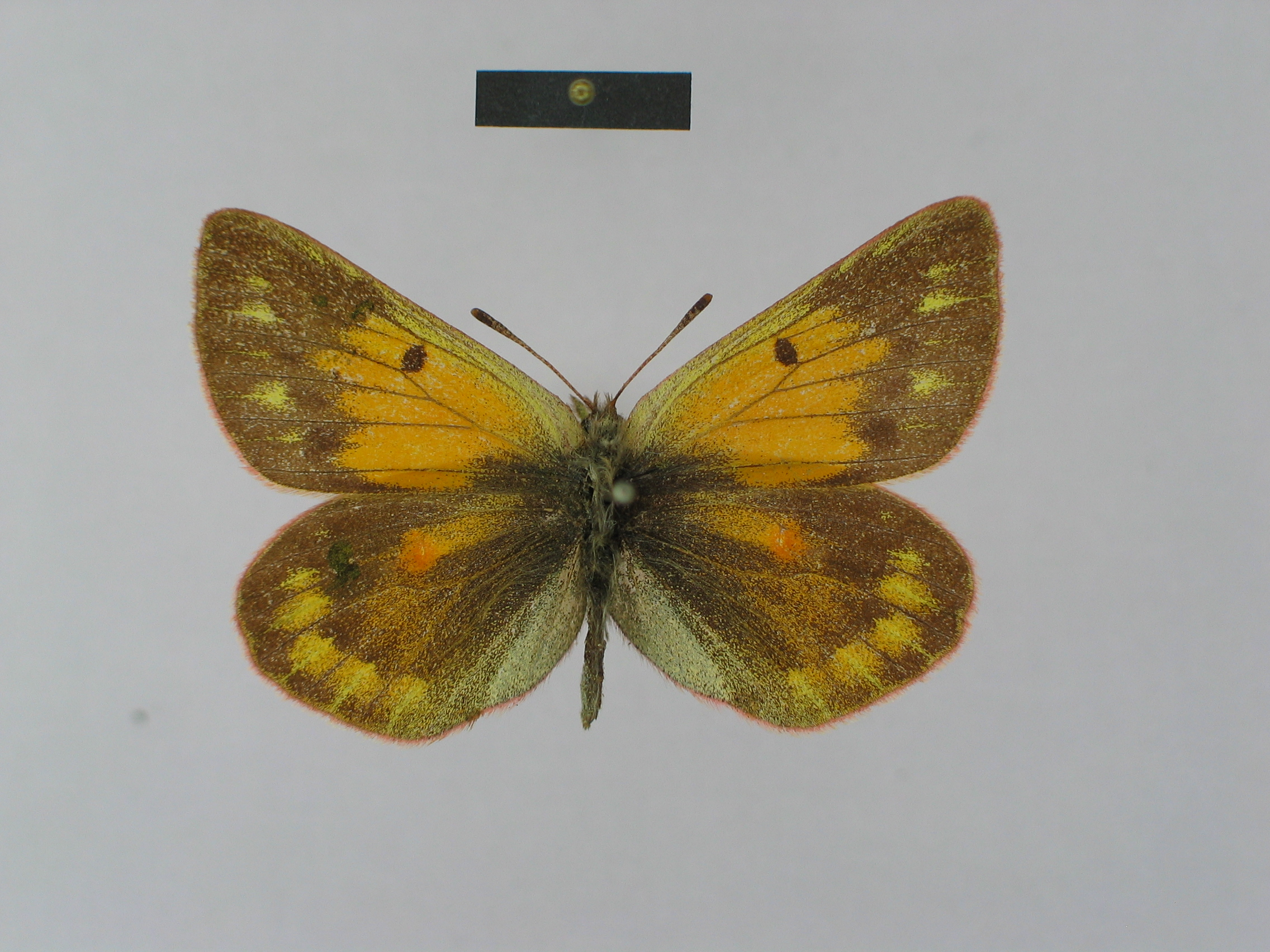
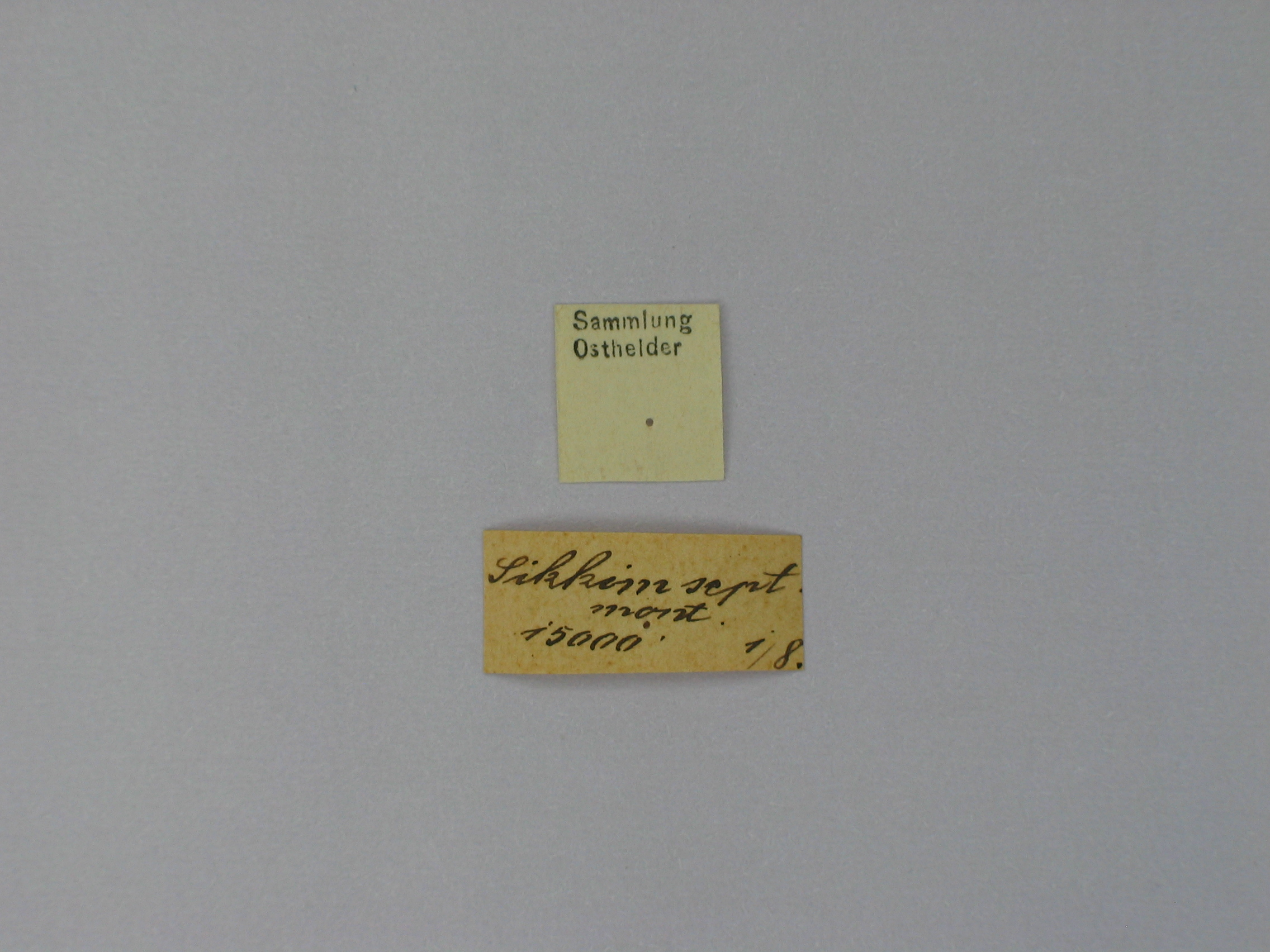
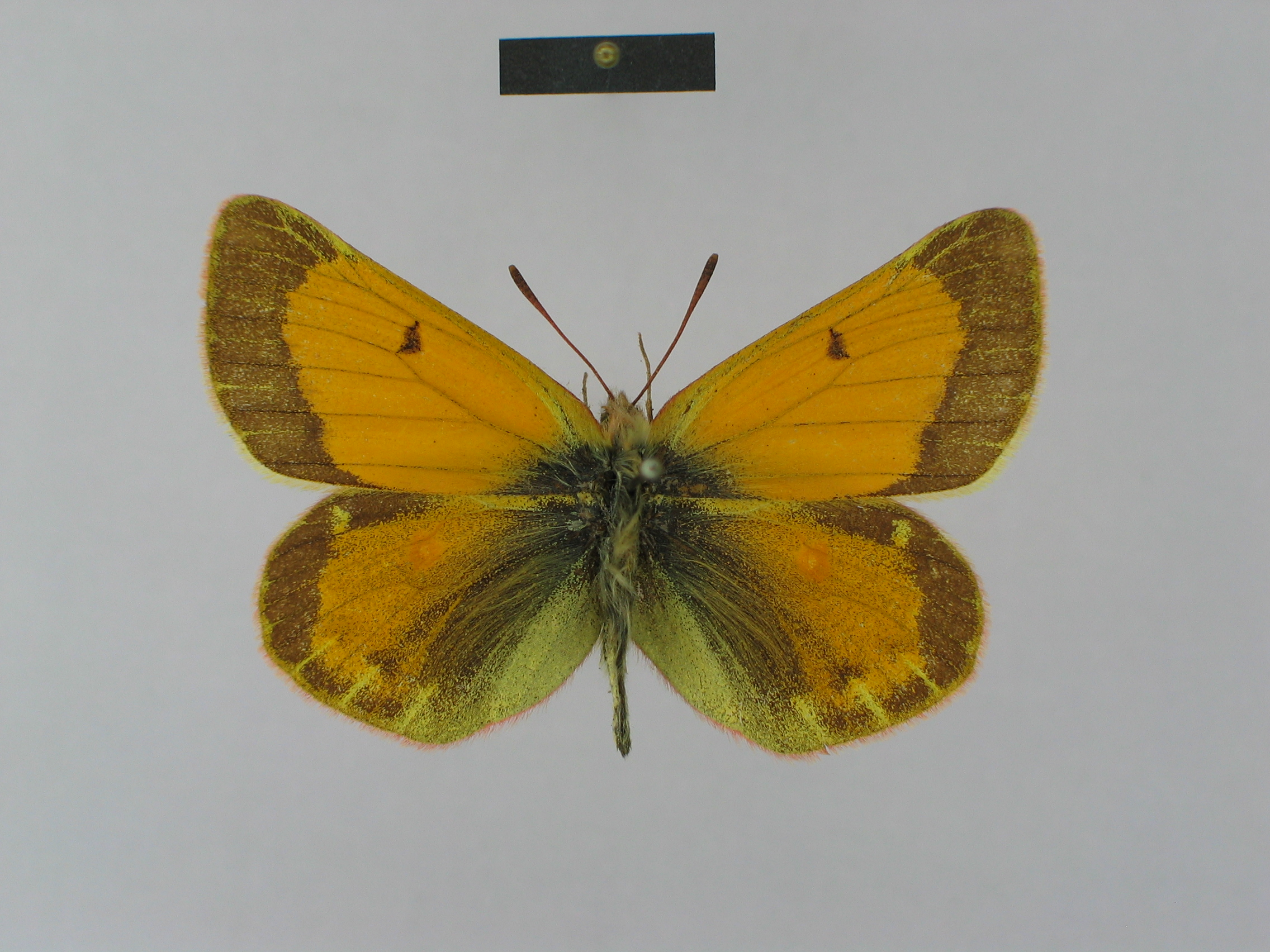
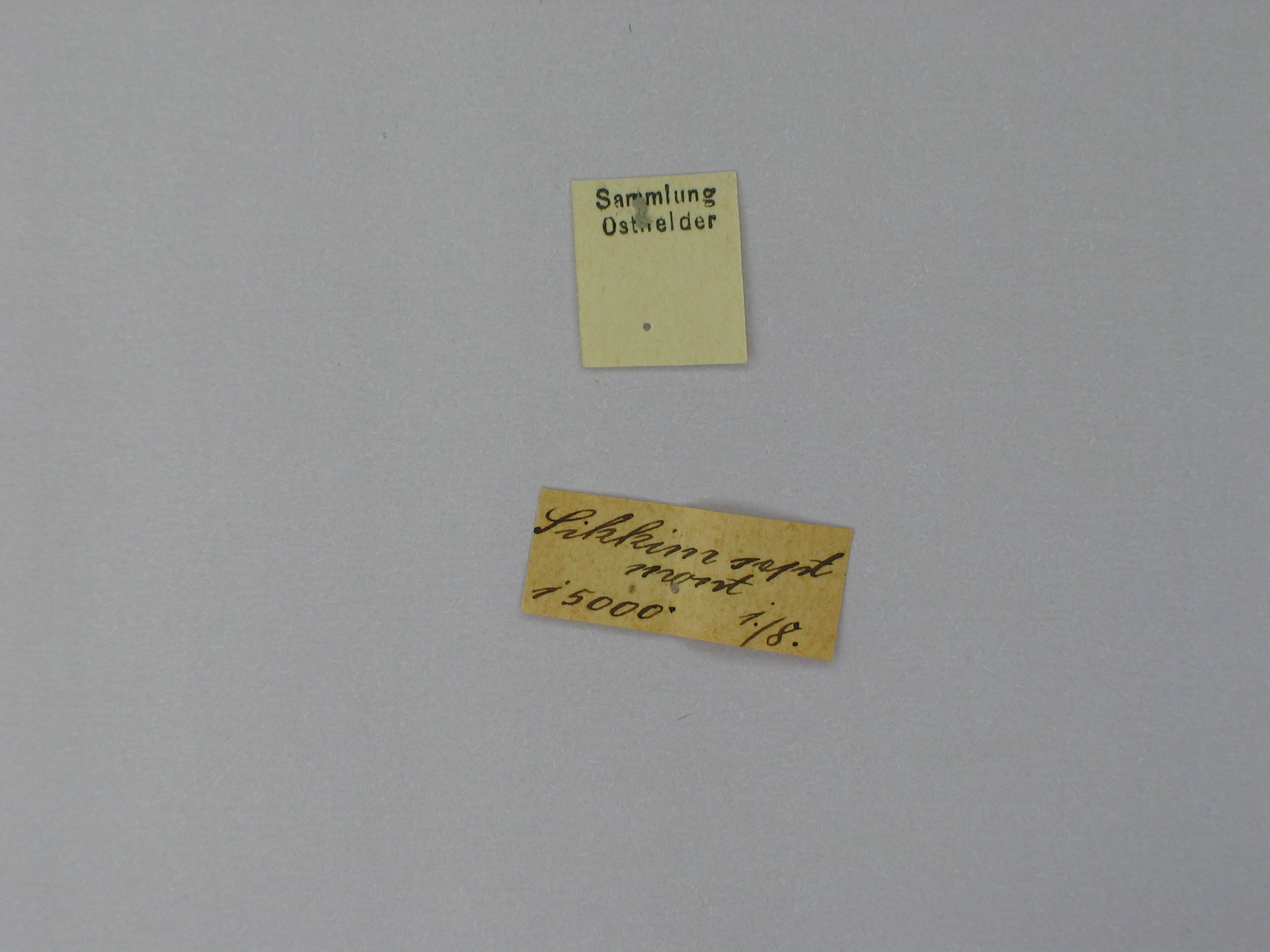